# Quark (Star Trek)
Quark è un personaggio immaginario dell'universo fantascientifico di Star Trek. Interpretato dall'attore Armin Shimerman, appare nella serie televisiva Star Trek: Deep Space Nine. Quark è il barista Ferengi della stazione spaziale Deep Space Nine.

## Storia del personaggio
Nato su Ferenginar, approssimativamente nel 2333, Quark appartiene alla specie dei Ferengi, dedita all'accumulo di denaro, e come tale è avido e opportunista (almeno secondo gli standard terrestri). Gestisce con suo fratello Rom un bar di sua proprietà sulla stazione spaziale Deep Space Nine. Fra le varie lucrose attività che Quark coltiva, a volte anche legali, vi sono il contrabbando, da quello di armi a quello di oggetti di antiquariato, la gestione di sale olografiche e porno-olografiche, il commercio di informazioni riservate e il gioco d'azzardo, il cui esempio più famoso è il Dabo, gioco simile alle roulette che si gioca legalmente nel suo bar.
Dimostra una passione per l'altro sesso di qualunque specie, ma assolutamente non comparabile con quella per gli affari. Ogni tanto cerca di sedurre Kira, rischiando la propria incolumità fisica, e Jadzia Dax, ovviamente con risultati nulli.
Applica all'estremo le Regole dell'Acquisizione Ferengi a cominciare dai suoi stessi familiari. È in acerrimo confronto con il capo della sicurezza di Deep Space Nine, Odo il mutaforma, col quale finisce però per instaurare un rapporto implicito di stima ed amicizia.
Alla fine del XXIV secolo, i Quark's Bar diventano un franchising affermato nel quadrante Beta, aprendo anche una sede sul pianeta dei divertimenti Freecloud. Nel frattempo, accanto all'attività dei bar, Quark continua a rimanere nel settore del commercio di informazioni riservate.

## Famiglia
Quark ha un fratello che si chiama Rom (interpretato da Max Grodénchik), talmente ingenuo e buono da essere preso per un idiota da Quark, ma che ha delle abilità nascoste poco apprezzate nella cultura Ferengi, rivelandosi infatti in seguito un abilissimo ingegnere ed entrando come tale a far parte dell'esercito bajoriano.
Rom ha inoltre un figlio, che di conseguenza è nipote di Quark, che si chiama Nog (interpretato da Aron Eisenberg) e che, malgrado l'opposizione di Quark, decide di iscriversi all'Accademia della Flotta Stellare, diventando il primo allievo ufficiale Ferengi della Flotta e finendo per combattere sulla USS Valiant, nave gemella della USS Defiant, durante la guerra contro il Dominio.
I due fratelli hanno inoltre una madre, vedova del marito, Ishka (interpretata dalle attrici Andrea Martin e Cecily Adams), che vive a Ferenginar. Ishka è una donna anticonvenzionale che rifiuta le imposizioni della cultura Ferengi, come non dover indossare degli abiti, e svolgendo attività precluse alle donne, occupandosi di affari. La sua iniziativa e la sua spregiudicatezza attireranno gli interessi del Grande Nagus Zek (Wallace Shawn), del quale diverrà amante.
Quark si è sposato e separato, nell'episodio della terza stagione Il casato di Quark, con la Klingon Grilka (interpretata dall'attrice Mary Kay Adams).

## Interpreti

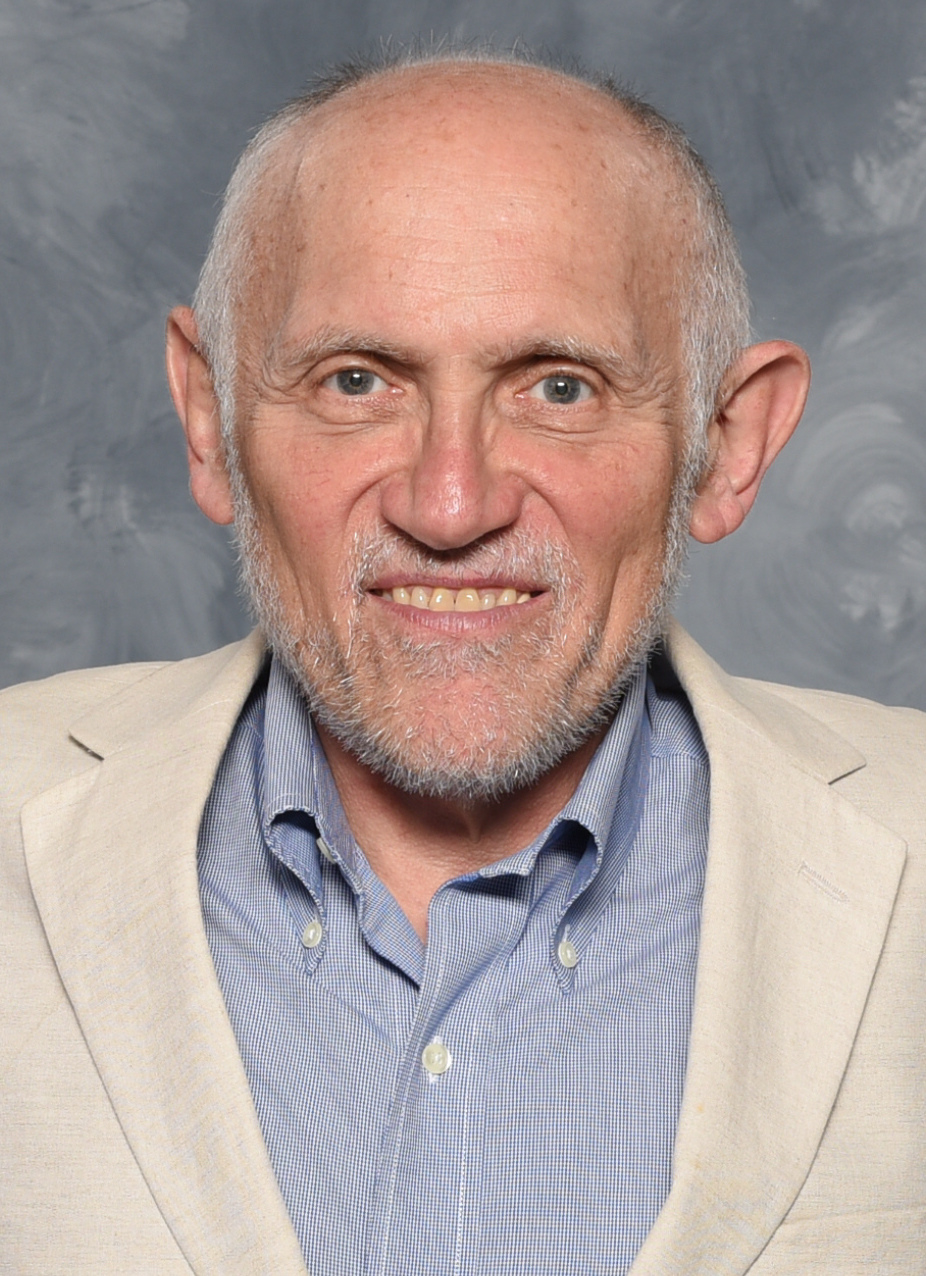
Armin Shimerman, interprete di Quark

Quark è interpretato dall'attore statunitense Armin Shimerman, che lo impersona in 172 episodi della serie Star Trek: Deep Space Nine. Shimerman nei panni di Quark appare inoltre nell'episodio Alexander (Firstborn, 1991) della serie Star Trek: The Next Generation; nell'episodio pilota Dall'altra parte dell'universo (Caretaker, 1995) della serie Star Trek: Voyager; nel talk show condotto da Jay Leno The Tonight Show (The Tonight Show with Jay Leno, 1996) e nell'episodio With Grace (2020) della miniserie televisiva, diretta da Tim Russ (il Tuvok di Voyager), Alone Together: A DS9 Companion. Shimerman presta inoltre la voce a Quark anche nei videogiochi del franchise Star Trek: Deep Space Nine - Harbinger (1996), Star Trek: Deep Space Nine - The Fallen (2000) e Star Trek Online (2010), oltre che nell'episodio Ascolta tutto, non fidarti di nulla (Hear All, Trust Nothing, 2022), della terza stagione della serie animata Star Trek: Lower Decks, e in alcuni audiolibri. Sarebbe dovuto apparire, inoltre, nel film Star Trek - L'insurrezione (Star Trek: Insurrection, 1998), diretto da Jonathan Frakes (il William T. Riker di Star Trek: The Next Generation), ma le scene sono state eliminate in fase di montaggio.
Oltre a interpretare Quark, Armin Shimerman ha interpretato altri personaggi all'interno del franchise di Star Trek. È la "scatola dono betazoide" di Lwaxana Troi nell'episodio Haven (Haven, 1987) della serie The Next Generation; interpreta uno dei primissimi Ferengi ad apparire nel franchise di Star Trek, Letek, negli episodi L'ultimo avamposto (The Last Outpost, 1987) e Ombre dal passato (Shades of Gray, 1989), sempre di The Next Generation; interpreta ancora un altro Ferengi, il vendicativo DaiMon Bractor, che vuole vendicarsi della morte del figlio su Jean-Luc Picard, nell'episodio Una perfetta strategia (Peak Performance, 1989) di Star Trek: The Next Generation; l'umano Herbert Rossoff nell'episodio Lontano, oltre le stelle (Far Beyond the Stars, 1998) della serie Deep Space Nine.
Shimerman, che alla carriera di attore ne ha affiancata anche una di scrittore di romanzi, ha scritto assieme a David R. George III un racconto con protagonista il personaggio che interpreta in Star Trek, pubblicato da Pocket Books nella collana Star Trek: Deep Space Nine nel 1999, intitolato The 34th Rule.
Nell'edizione in lingua italiana delle opere del franchise di Star Trek, Quark è doppiato da: Giulio Platone, dalla prima alla sesta stagione di Deep Space Nine e nell'episodio Dall'altra parte dell'universo di Voyager; Luca Dal Fabbro nella settima stagione di Deep Space Nine; Stefano Mondini nell'episodio Alexander di The Next Generation.

## Accoglienza
In quanto personaggio principale nel cast di Star Trek: Deep Space Nine e convinto sostenitore, com'è nella sua natura, dell'acquisizione della ricchezza, Quark è il principale mezzo di Star Trek per esplorare in modo approfondito la cultura Ferengi. Grazie all'influenza dei membri della Federazione e dei Bajoriani, Quark con il tempo diventa via via una persona meno avida e più empatica.
La scrittrice Mary Lynn Kittelson, nel suo libro del 1998 The Soul of Popular Culture, ha evidenziato come Quark permetta agli autori di Star Trek di trattare argomenti controversi quali il denaro, il profitto e il capitalismo. M. Keith Booker, nel suo libro del 2018 Star Trek. A Cultural History, descrive Quark come "il più importante personaggio Ferengi di Star Trek", "il principale personaggio di Deep Space Nine" che è anche "il primo personaggio protagonista di Star Trek a non essere un membro dell'equipaggio". Ha inoltre evidenziato come lo scopo principale di Quark nella serie sia quello di offrire una parte di commedia allo spettacolo.
Nel 2016 Screen Rant ha classificato Quark al 17º posto tra tutti i personaggi di Star Trek, evidenziando che il personaggio rappresenta una critica alla condizione umana. Nel 2019 TheWrap ha classificato Quark al 25º posto tra i migliori personaggi di tutto Star Trek, aggiungendo che è un "valido alleato di Sisko quando le cose vanno male".

## Merchandising (parziale)
- Nel 2022, in collaborazione con la Topps, la Mego Corporation, ditta di giocattoli statunitense, celebre negli anni settanta per le sue action figure di supereroi DC e Marvel e di personaggi di telefilm, compresa la serie Star Trek uscita nel 1974, ha realizzato una action figure da 8" di Quark.[11]

## Filmografia

### Cinema
- Star Trek - L'insurrezione (Star Trek: Insurrection), regia di Jonathan Frakes (1998) - scene eliminate

### Televisione
- Star Trek: Deep Space Nine - serie TV, 172 episodi (1993-1999)
- Star Trek: The Next Generation - serie TV, episodio 7x21 (1991)
- Star Trek: Voyager - serie TV, episodio 1x01 (1995)
- The Tonight Show (The Tonight Show with Jay Leno) - talk show, episopdio 4x111 (1996)
- Alone Together: A DS9 Companion, regia di Tim Russ - miniserie TV, episodio 1x04 (2020)
- Star Trek: Lower Decks - serie animata, episodio 3x06 (2022)

## Libri (parziale)

### Romanzi
- (EN) Diane Carey e Ronald D. Moore, Trials and Tribble-Ations, collana Star Trek: Deep Space Nine, New York, Pocket Books, 1996, ISBN 0671009028.
- (EN) Peter David, The Siege, collana Star Trek: Deep Space Nine, n. 2, New York, Pocket Books, 1993, ISBN 0671870831.
- (EN) Greg Cox e John Gregory Betancourt, Devil in the Sky, collana Star Trek: Deep Space Nine, n. 11, New York, Pocket Books, 1995, ISBN 0671881140.
- (EN) Ira Steven Behr e Robert Hewitt Wolfe, Legends of the Ferengi, collana Star Trek: Deep Space Nine, New York, Pocket Books, 1997, ISBN 0671007289.
- (EN) Armin Shimerman e David R. George III, The 34th Rule, collana Star Trek: Deep Space Nine, n. 23, New York, Pocket Books, 1999, ISBN 0671007939.
- (EN) Dean Wesley Smith e Kristine Kathryn Rusch, Vectors, collana Star Trek: Double Helix, n. 2, New York, Pocket Books, 1999, ISBN 0671032569.

## Discografia parziale

### Audiolibri
- 1997 - Armin Shimerman Star Trek Deep Space Nine: Legends of the Ferengi
- 1999 - Armin Shimerman Star Trek: Deep Space Nine: The 34th Rule

## Videogiochi
- Star Trek: Deep Space Nine - Harbinger (1996)
- Star Trek: Deep Space Nine - The Fallen (2000)
- Star Trek Online (2010)
- Star Trek Timelines (2020)